# Roland de Mois

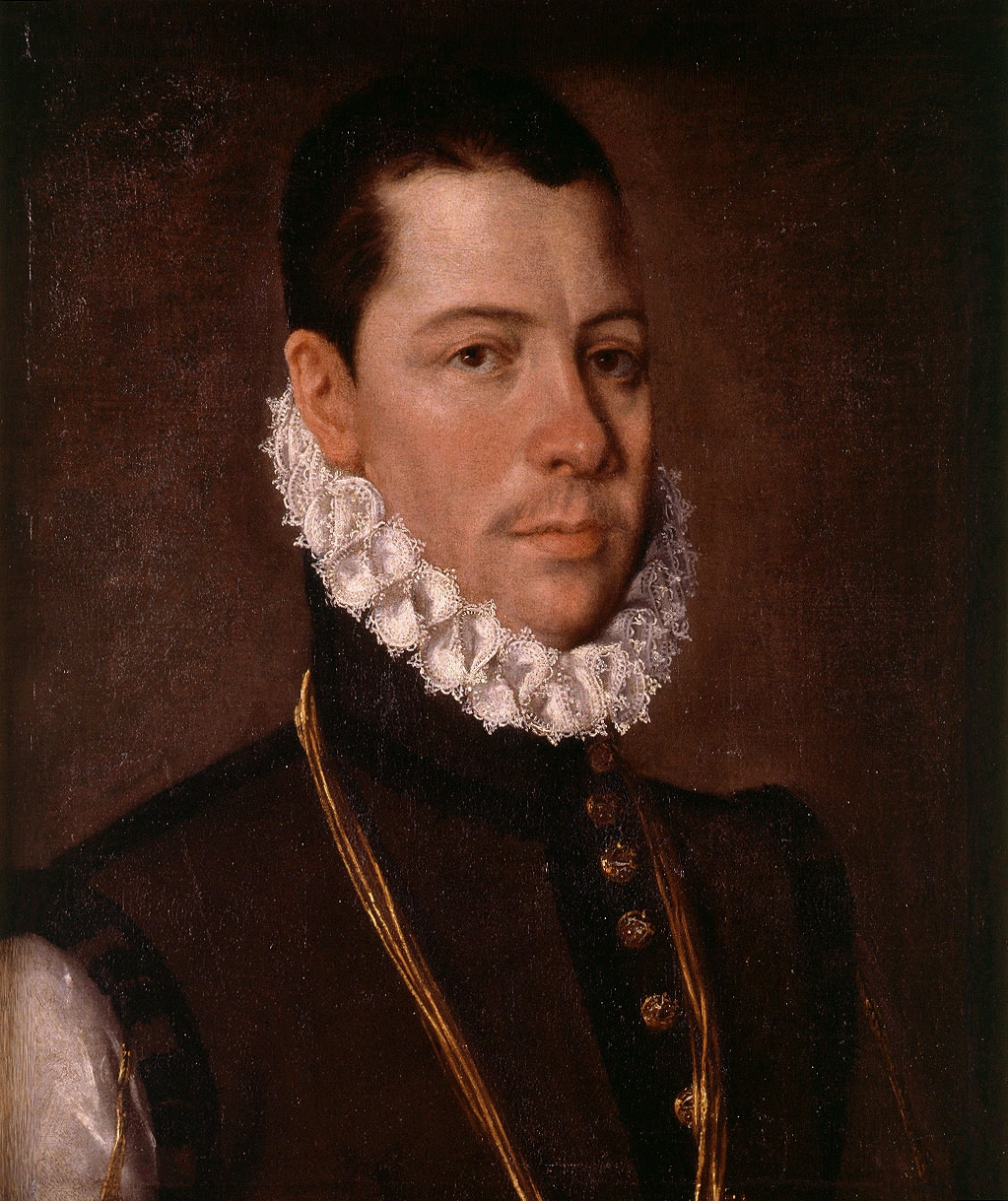
Retrat de Ferran d'Aragó Gurrea, 5è duc de Vilafermosa
(h. 1573), per Roland de Mois.
Museu de Belles Arts de València.

Roland de Mois (c. 1520 - 1592) fou un pintor flamenc encabit dins del Renaixement hispà, actiu a l'Aragó des de 1560, on arribà al servei de Martín de Gurrea i Aragón, duc de Vilafermosa junt amb Pablo Schepers.
És probable que realitzara un viatge a Nàpols per a completar la seua formació pictòrica, ja que el seu estil mostra influències del renaixement italià. Entre la seua producció destaca el retrat, sent un dels retratistes més importants que treballaren a l'Aragó durant el segle xvi. Va treballar el retrat cortesà manierista i va prendre el millor dels retrats flamencs i italians del seu temps, igual que ho feren Anthonis Mor i Alonso Sánchez Coello; amb aquest últim tingué un intercanvi epistolar. Consta que realitzà per a don Martín una sèrie de retrats dels membres de la seua família, iniciada en la dècada de 1560 i conserva sobre fons neutre, seguint la moda generalitzada d'aleshores. La seua obra influí en altres pintors aragonesos com Rafael Pertús.
L'altre gènere pictòric al qual es va dedicar fou el de la pintura religiosa, l'obra més destacada en aquest camp és la part pictòrica del retaule de la capella del Naixement de la catedral de Saragossa. El retaule es pintà el 1585 o 1590 en un estil manierista, que segons Cermen Morte, acusa una influència colorista ja de tipus venecià i d'acord amb la iconografia de la Contrarreforma, imposada per aquella època en l'àmbit religiós espanyol.